# Louche-hatás

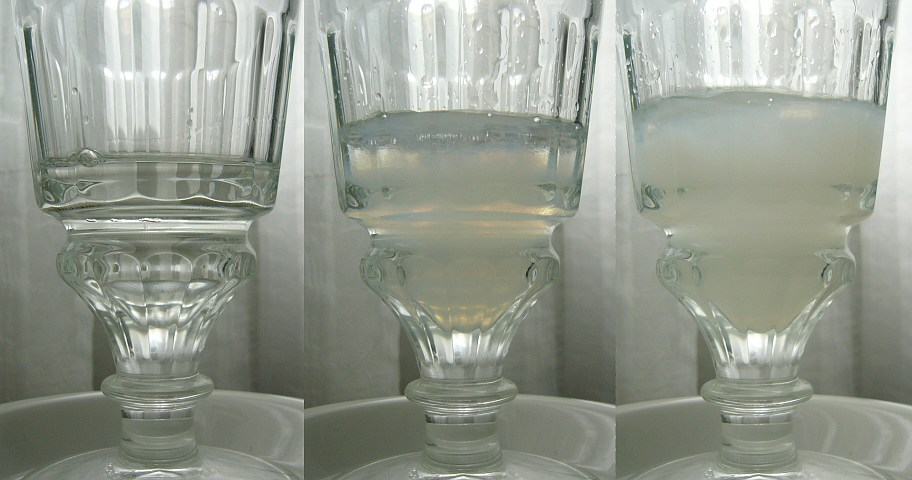
Louche-hatás blanche abszint hígítása közben.

A louche-hatás (franciául: louche, mint átlátszatlan, ködös, gyanús), ouzo-hatás vagy spontán emulzió akkor jelentkezik, ha egy vízben nem oldódó folyadékot vízoldékony oldószerben feloldunk, majd az oldatot nagyobb mennyiségű vízzel hígítjuk. Ekkor a nem vízoldékony anyag sokáig megmaradó, mikroszkopikus cseppekben csapódik ki.
A mindennapi életben a louche-hatás akkor jelentkezik, ha illóolajokat (általában ánizsolajat) tartalmazó égetett szeszt vagy likőrt (például ouzót, pastist, rakıt, abszintot, arakot, sambucát vagy masztikát) vízzel hígítunk. Az ital az alkoholból kiváló illóolajok mikroemulziója miatt tejszerűvé válik. Mivel az ilyen mikroemulzió csak minimális keveredéssel jár és igen stabil, a louche-hatás különböző célokra használható a kereskedelemben.

## Megfigyelése és magyarázata
A louche-hatás csak akkor fordul elő, ha egy erősen hidrofób anyagot olyan oldószerben oldunk fel, amely viszont vízben jól oldódik, majd az oldatot vízzel hígítani kezdjük. Ha az oldószer nem vízoldékony, akkor az emulzió kevésbé stabil, mert az összetalálkozó cseppek egybeolvadnak, és végül az anyagok szemmel láthatóan is elválnak egymástól. Kis mennyiségű felületaktív anyag, vagy erős gépi keverés viszont képes stabilizálni az olajcseppeket.
A vízzel erősen hígított ánizsos párlatokban azonban a cseppek összeolvadása erősen lelassul gépi beavatkozás, diszpergáló adalékok vagy felületaktív anyagok nélkül is. Tartós, homogén diszperziót alkot a folyadékok közti nukleáció segítségével. A cseppek méretét kisszögű neutronszórással mikrométeres nagyságrendűnek találták.
Dinamikus fényszórással sikerült kimutatni, hogy az emulzió olajcseppjei Ostwald-éréssel növekednek, és a cseppek nem egyesülnek. Az Ostwald-érés mértéke a megfigyelések szerint csökken, ha az etanol koncentrációja növekszik, majd a cseppek átlagosan 3 mikrométer átmérővel stabilizálódnak.
A több összetevős oldatok termodinamikai szempontjai alapján úgy vélik, az emulzió abból meríti stabilitását, hogy a fázisdiagramon megragad a binodális és a spinodális görbék közt. Nem tisztázott azonban, hogy az Ostwald-érést lassító mikroszkopikus mechanizmusok miért lassulnak le növekvő etanolkoncentráció mellett.

## Felhasználása
A mikroemulzió kereskedelmi felhasználása széles körű. Különböző élelmiszerek, mosószerek és testápolók emulgált alakban kerülnek forgalomba, hogy hosszú ideig stabil állagúak legyenek. A louche-hatás helyettesítheti a felületaktív anyagoktól mentes emulziót anélkül, hogy ehhez költséges, nagy teljesítményű gépi keverőkre lenne szükség. Egyes források szerint bizonyos diszperzók, például a pszeudolatex, szilikonemulzió vagy a biológiai úton lebomló nanokapszulák szintézisénél a louche-hatást használják fel.

## Fordítás
- Ez a szócikk részben vagy egészben az Ouzo effect című angol Wikipédia-szócikk fordításán alapul.  Az eredeti cikk szerkesztőit annak laptörténete sorolja fel. Ez a jelzés csupán a megfogalmazás eredetét és a szerzői jogokat jelzi, nem szolgál a cikkben szereplő információk forrásmegjelöléseként.